# Lewis and Clark County
Lewis and Clark County ist ein County im Bundesstaat Montana der Vereinigten Staaten. Der Sitz der Countyverwaltung (County Seat) befindet sich in Helena.

## Geschichte
Das County wurde nach den Entdeckern Lewis und Clark benannt.
Am 5. August 1949 starben dreizehn Männer einer Feuerspringereinheit im Mann Gulch auf dem Gebiet des Countys. Der amerikanische Autor Norman Maclean beschreibt den Vorfall in seinem Buch Junge Männer im Feuer (1994), auf dem wiederum der amerikanische Organisationspsychologe Karl E. Weick eine der bekanntesten Darstellungen des Sensemaking-Konzeptes aufbaute.
68 Bauwerke und Stätten des Countys sind im National Register of Historic Places eingetragen (Stand 8. Februar 2018).

## Demografische Daten

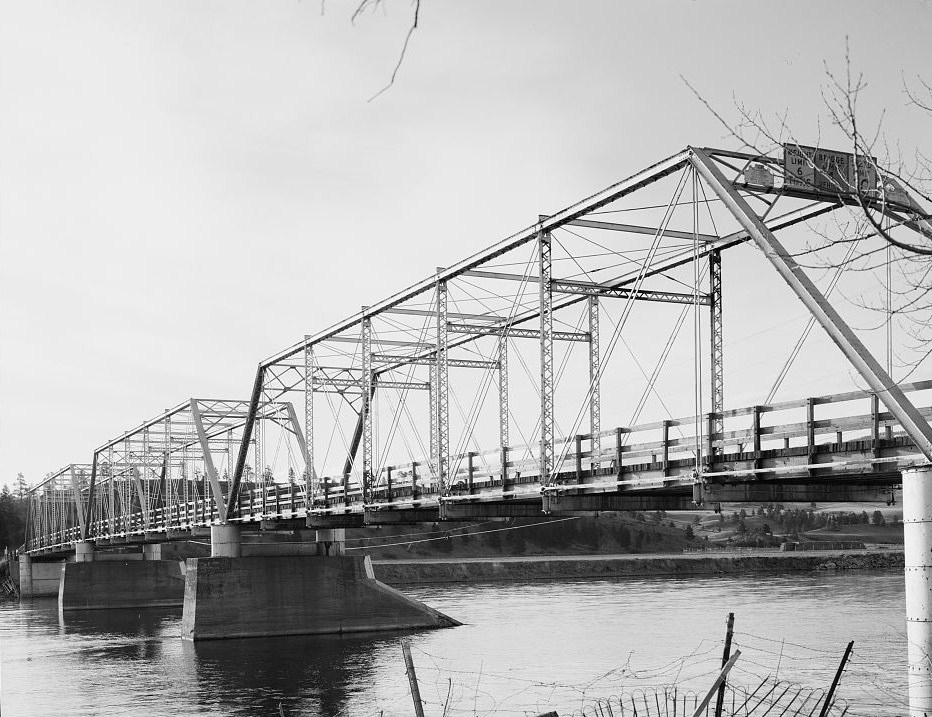
Missouri River Bridge über den Missouri, gelistet im NRHP

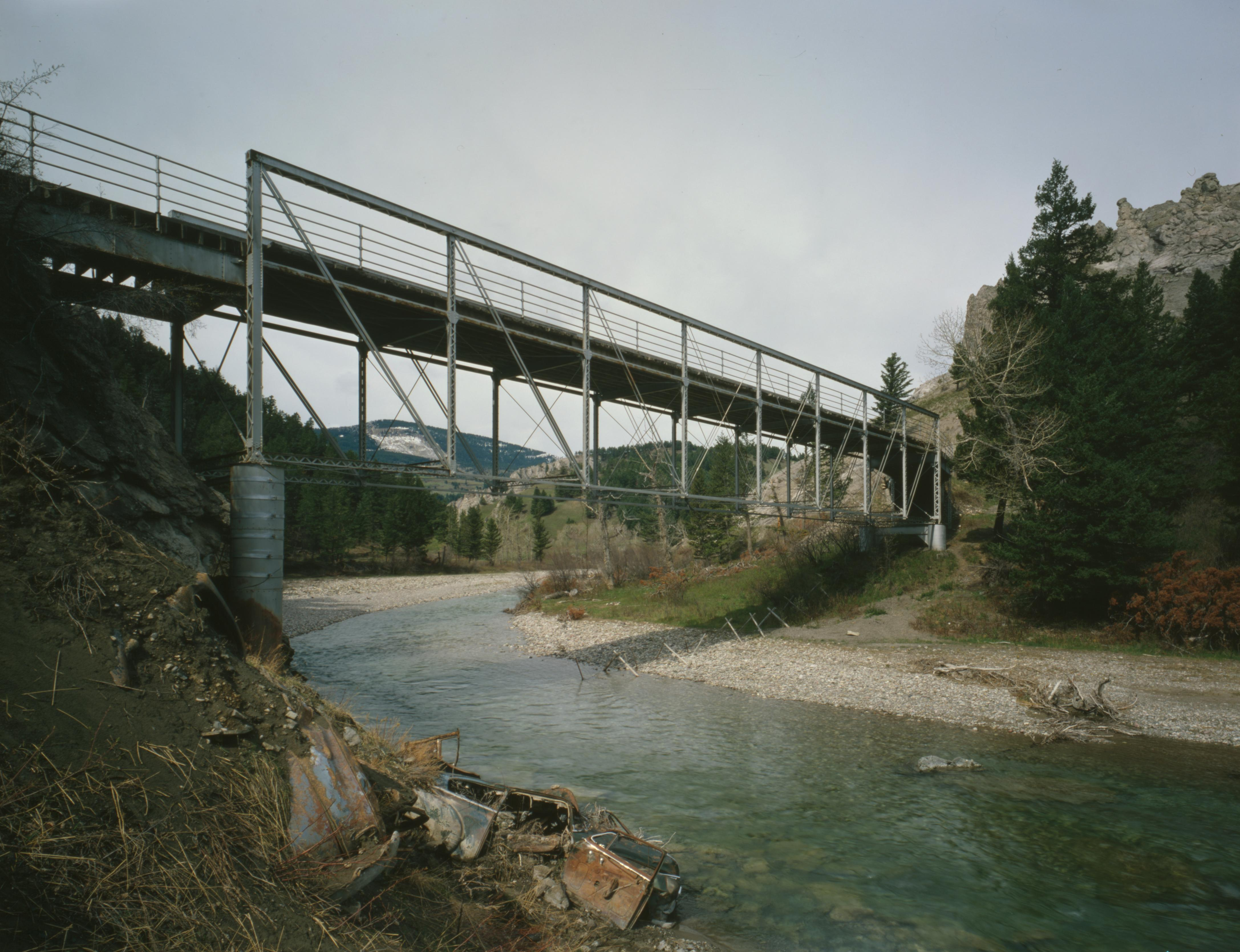
Dearborn River High Bridge, gelistet im NRHP

Nach der Volkszählung im Jahr 2000 lebten im County 55.716 Menschen. Es gab 22.850 Haushalte und 14.966 Familien. Die Bevölkerungsdichte betrug 6 Einwohner pro Quadratkilometer. Ethnisch betrachtet setzte sich die Bevölkerung zusammen aus 95,21 % Weißen, 0,20 % Afroamerikanern, 2,04 % amerikanischen Ureinwohnern, 0,52 % Asiaten, 0,05 % Bewohnern aus dem pazifischen Inselraum und 0,38 % aus anderen ethnischen Gruppen; 1,61 % stammten von zwei oder mehr ethnischen Gruppen ab. 1,51 % der Bevölkerung waren spanischer oder lateinamerikanischer Abstammung.
Von den 22.850 Haushalten hatten 32,20 % Kinder und Jugendliche unter 18 Jahre, die bei ihnen lebten. 52,40 % waren verheiratete, zusammenlebende Paare, 9,20 % waren allein erziehende Mütter. 34,50 % waren keine Familien. 29,10 % waren Singlehaushalte und in 8,90 % lebten Menschen im Alter von 65 Jahren oder darüber. Die Durchschnittshaushaltsgröße betrug 2,38 und die durchschnittliche Familiengröße lag bei 2,95 Personen.
Auf das gesamte County bezogen setzte sich die Bevölkerung zusammen aus 25,60 % Einwohnern unter 18 Jahren, 8,50 % zwischen 18 und 24 Jahren, 27,90 % zwischen 25 und 44 Jahren, 26,20 % zwischen 45 und 64 Jahren und 11,70 % waren 65 Jahre alt oder darüber. Das Durchschnittsalter betrug 38 Jahre. Auf 100 weibliche Personen kamen 96,50 männliche Personen, auf 100 Frauen im Alter ab 18 Jahren kamen statistisch 94,00 Männer.
Das jährliche Durchschnittseinkommen eines Haushalts betrug 37.360 USD, das Durchschnittseinkommen der Familien betrug 46.766 USD. Männer hatten ein Durchschnittseinkommen von 33.515 USD, Frauen 23.961 USD. Das Prokopfeinkommen betrug 18.763 USD. 10,90 % der Bevölkerung und 7,30 % der Familien lebten unterhalb der Armutsgrenze. 12,60 % davon waren unter 18 Jahre und 6,50 % waren 65 Jahre oder älter.

## Orte im Lewis and Clark County
Citys
| - Helena |

Towns
| - East Helena |

Census-designated places (CDP)
| - Augusta - Craig - Helena Valley Northeast - Helena Valley Northwest - Helena Valley Southeast | - Helena Valley Central - Helena Valley Westside - Lincoln - Marysville |

Unincorporated Communitys
| - Canyon Creek - Rimini - Unionville - Wolf Creek |